# Maesa marioniae
Maesa marioniae är en viveväxtart som beskrevs av Elmer Drew Merrill. Maesa marioniae ingår i släktet Maesa och familjen viveväxter. Inga underarter finns listade i Catalogue of Life.